# Міннібаєво
Мінніба́єво (рос. Миннибаево, башк. Миңнебай) — присілок у складі Аургазинського району Башкортостану, Росія. Входить до складу Кебячевської сільської ради.
Населення — 27 осіб (2010; 26 в 2002).
Національний склад:
- башкири — 88%